# Kolej wąskotorowa Rejonu Umocnionego Hel
Kolej wąskotorowa Rejonu Umocnionego Hel – kolej wąskotorowa o rozstawie 600 mm stworzona w celach wojskowych, budowana między 1934 a 1938 rokiem na Półwyspie Helskim na terenie Rejonu Umocnionego Hel. Od 2009 roku będąca atrakcją turystyczną pod patronatem Helskiego Kompleksu Muzealnego (wcześniej Muzeum Obrony Wybrzeża w Helu), które na rzecz kolei utworzyło Muzeum Kolei Helskich w 2013. W momencie oddania do użytku kolej liczyła 26 km długości, z czego do XXI w. zachowało się ok. 19 km.

## Geneza
W 1931 roku rozpoczęła się realizacja budowy nowego militarnego rejonu umocnionego, który dziś jest nazywany Rejonem Umocnionym Hel. Ze względu na znaczne rozproszenie obiektów wojskowych podjęto decyzję o budowie systemu wewnętrznego transportu w postaci kolei wąskotorowej bazującej na systemie kolei strefy umocnień linii Maginota. Kolej miała przewozić towary między trzema magazynami amunicyjnymi, elektrownią, magazynami paliwowymi oraz portem wojennym.

## Historia

### Budowa kolei

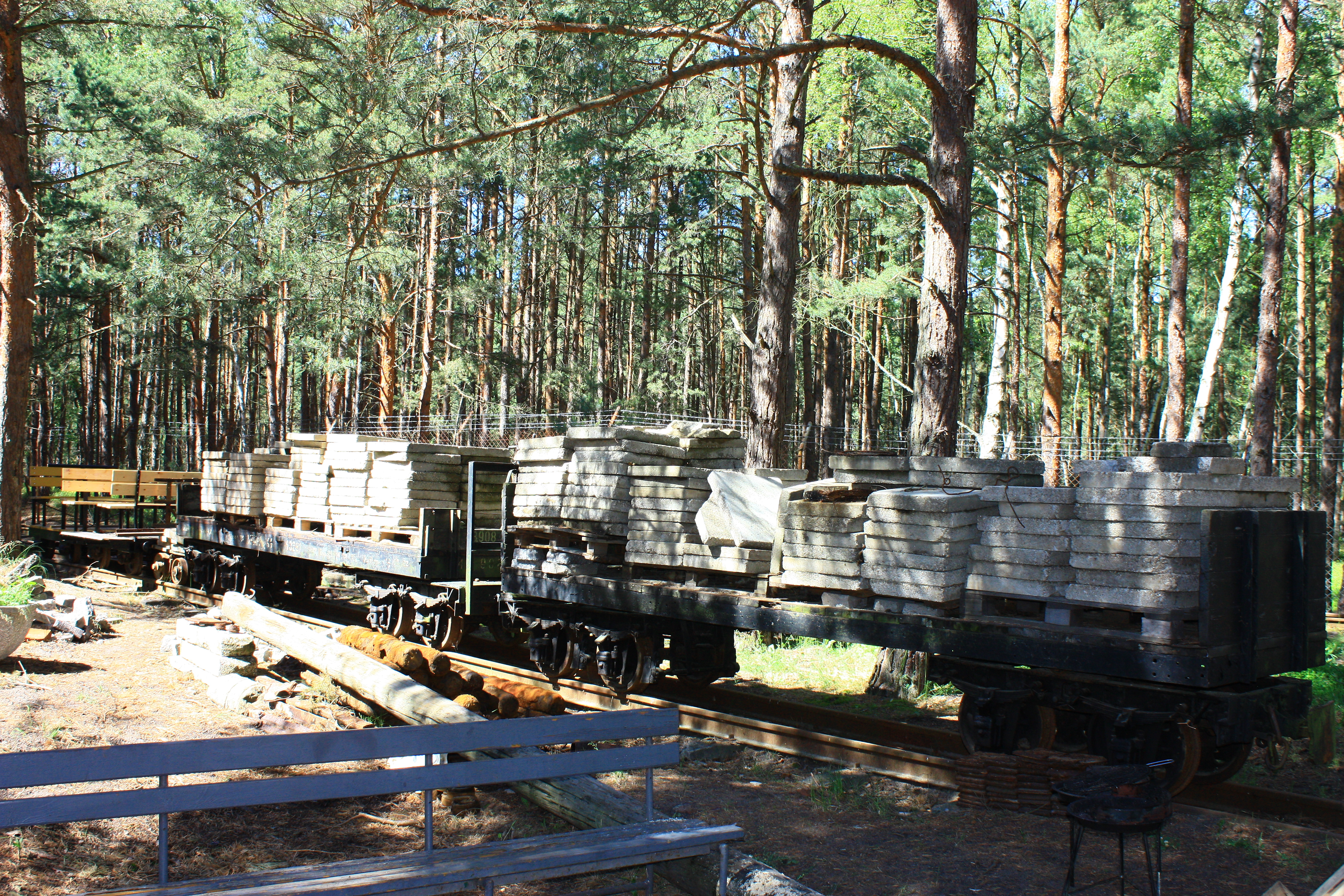
Platformy służące do przewozu towarów

20 lipca 1934 roku rozpoczęto budowę kolei. Wedle szacunków w momencie oddania do eksploatacji cztery lata później, kolej liczyła 26 km i miała rozstaw torów 600 mm przeznaczonych na trakcję spalinową. Łączyła ona port wojenny Hel, gdzie znajdował się punkt przeładunkowy, z bateriami arteryjnymi nr 31 im. Heliodora Laskowskiego, nr 32 tzw. „duńską” oraz nr 33 tzw. „grecką”, a także z obiektami wojskowymi znajdującymi się na helskim Borze. Sieć stykała się z koleją normalnotorową na stacji Hel, która również stanowiła główny punkt przeładunkowy dla systemu.
Ze względu na przeznaczenie kolei na użytek wojska, tabor musiał spełniać rygorystyczne wymogi techniczne. Z tego powodu wykonanie dokumentacji taboru zlecono Warsztatom Portowym Marynarki Wojennej, a produkcją lokomotyw zajęły się Zakłady Ostrowieckie w Ostrowcu Świętokrzyskim, które dostarczyły pojazdy w 1938. Tabor przechowywano w garażach taboru znajdujących się na zachód od stacji normalnotorowej Hel.

### Okres wojenny
Kolej była po raz pierwszy wykorzystana w akcji zbrojnej podczas obrony Helu w 1939 roku. Wykorzystano ją do transportu rannych, żywności i amunicji. W latach 1939–1940 po budowie obiektów baterii Schleswig-Holstein doprowadzono do nich nowe fragmenty kolei. Z powodu braku danych, trudno jest oszacować zniszczenia kolei w tym okresie.

### Okres PRL-u
Po 1945 roku kolej służyła transportowi sprzętu wojskowego (m.in. min oraz amunicji) między portem wojennym a trzema magazynami, a także umożliwiała dowóz zaopatrzenia do licznych obiektów wojskowych (m.in. baterii artylerii nadbrzeżnych, baterii przeciwlotniczych, czy stanowisk rakiet OPL). Nie nastąpiły wówczas jednak znaczące zmiany w układzie kolei, bowiem nie budowano już nowych odcinków. Od lat 60. rozpoczął się proces stopniowego skracania linii, w wyniku którego w 1967 zlikwidowano tor umożliwiający dojazd lokomotyw na cypel helski. Wiązało się to z likwidacją fragmentu łączącego tor wąskotorowy z torem normalnotorowym, który zagrażał bezpieczeństwu. Wraz z nim zniknęły również garaże taboru znajdujące się na zachód od stacji oraz przeładownia. Pozbyto się również pętli znajdującej się niedaleko portu wojennego.

### Rozwój jako atrakcja turystyczna
Z końcem lat 90. zaczęto rozważać wprowadzenie przewozów o charakterze turystycznym. Były one jednak w większości ograniczone do pracowników Marynarki Wojennej oraz ich rodzin. Jeden z pierwszych przejazdów miał miejsce 11 września 1999 roku z inicjatywy Pomorskiego Towarzystwa Miłośników Kolei Żelaznych w Gdyni, w którym brało udział 30 osób oraz w którym ponadto pozwolono w wybranych rejonach na wykonanie fotografii.
W 2006 roku powstało Muzeum Obrony Wybrzeża w Helu, które objęło kolej swoim patronatem. Pozwolili oni wówczas pasjonatom kolei na odbudowę ok. 100 m toru, który miał pełnić funkcję toru wystawowego dla zabytkowych pojazdów należących do Muzeum. Po dwóch tygodniach prac odbyło się uroczyste otwarcie, w którym lokomotywa GLs25 wjechała na tory. W październiku 2007 roku wybudowano rozjazd, który miał doprowadzać do stacji końcowej przyszłej linii turystycznej .

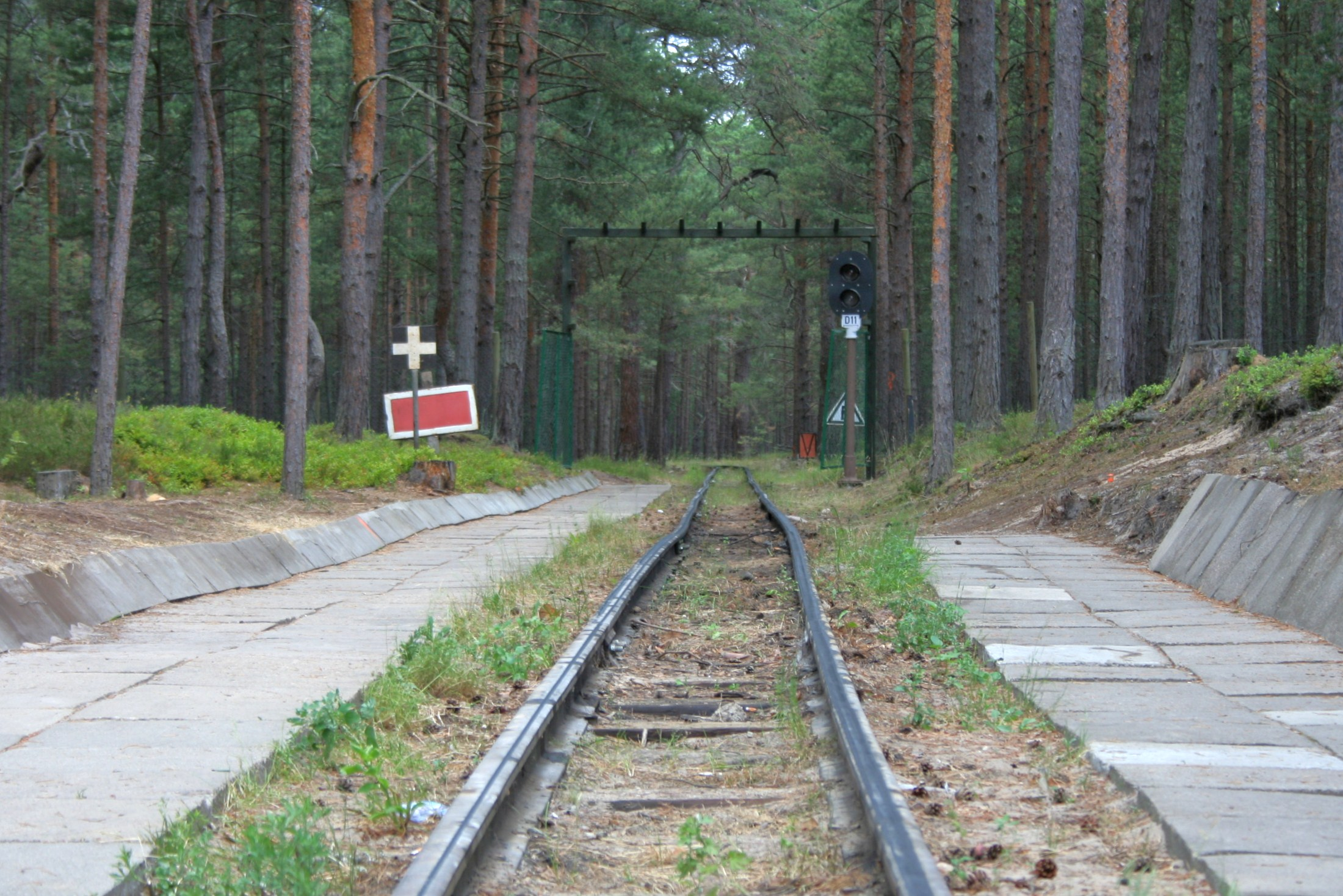
Fragment kolei wąskotorowej otwarty dla turystów

Po zakończeniu rekonstrukcji 350 m odcinka między stacjami Hel-Bruno Północny przy stanowisku „Bruno” działa II, a Hel-Cesar Południowy przy stanowisku „Cesar” działa III w kwietniu 2009  oficjalnie ogłoszono, iż kolej wąskotorowa będzie otwarta dla turystów. Inauguracyjny przejazd miał miejsce 1 maja 2009 roku . Kursowała ona regularnie przez cały okres letni 2009 roku. Kolejny odcinek liczący 700 m między stacją Hel-Cesar Północny a stacją Hel-Muzeum Kolei Helskich niedaleko magazynów amunicji oddano do użytku turystycznego 1 maja 2013 roku. Ze względów bezpieczeństwa fragment między stacjami Hel-Cesar Północny a Hel-Cesar Południowy jest wyłączony z eksploatacji dla turystów, wymuszając przesiadkę. Planowano wybudować tor pozwalający na bezpośredni przejazd, jednakże koszt inwestycji przekraczający możliwości operatora to uniemożliwił . Po wybudowaniu fragmentów o charakterze turystycznym, Marynarce Wojennej wydzielono dwie linie kolejowe liczące ok. 17 km.

## Tabor
Początkowo na tabor składało się 5 lokomotyw produkcji niemieckiej oraz 2 lokomotywy wyprodukowane przez Zakłady Ostrowieckie. W trakcie II wojny światowej na Hel sprowadzano również inne lokomotywy z niemieckich zakładów oraz pojazdy, które wcześniej były wykorzystywane na linii Maginota. Od lat 50. XX w. na Helu stacjonowały również lokomotywy typu Wls40/Wls50. Po utworzeniu Muzeum Kolei Helskich część taboru została mu przekazana. W 2016 roku ogłoszono przetarg na zakup nowego taboru, w wyniku którego tego samego roku dostarczono na Hel lokomotywy bazujące na typie WLp50.